# Cvjetko Popović

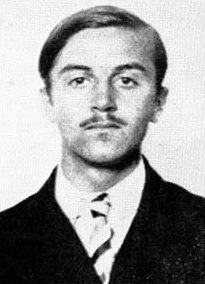
Cvjetko Popović

Cvjetko Popović (serbisch Цвјетко Поповић) (* 1896; † 9. Juni 1980) war ein bosnischer Serbe. Popović war Mitglied der Mlada Bosna (Junges Bosnien), eines revolutionären, nationalistischen Geheimbunds aus Schülern und Studenten, der im von Österreich-Ungarn 1908 annektierten Bosnien-Herzegowina aktiv war. Er gilt als Unterstützer des nationalistischen Attentäters Gavrilo Princip. Princip hatte am 28. Juni 1914 in Sarajevo den Mordanschlag auf den österreichisch-ungarischen Thronfolger Franz Ferdinand und dessen Ehefrau Sophie verübt. Dadurch wurde die Julikrise ausgelöst, die zum Ersten Weltkrieg führte. Cvjetko Popovic erklärte später, dass er die Tat bereuen würde. Er führte dazu aus, dass wenn er gewusst hätte, dass die Folge der Tat ein Weltkrieg gewesen wäre, hätte er sich nicht an der Tat beteiligt.

## Leben und Beteiligung am Attentat
Popović wurde in Bosnien geboren. Das genaue Geburtsdatum ist unbekannt. Mit 18 studierte er in Sarajevo. Hier kam er erstmals mit der Organisation Mlada Bosna in Kontakt. Beim Attentat hatte er die Aufgabe, eine Handgranate auf den Thronfolger zu werfen. Cvjetko Popović tat dies aufgrund der vielen Passanten an der Straße nicht. Nach dem Attentat wurde er festgenommen. Weil er zum Zeitpunkt der Tat jünger als 20 Jahre war, wurde er nicht hingerichtet. Verurteilt wurde er für die Beteiligung am Attentat zu einer Haftstrafe von 13 Jahren. Nach Kriegsende wurde er aus der Haft entlassen. Er wurde später Kustos in der Ethnografischen Abteilung des Museums von Sarajevo.